# 邑南町営バス

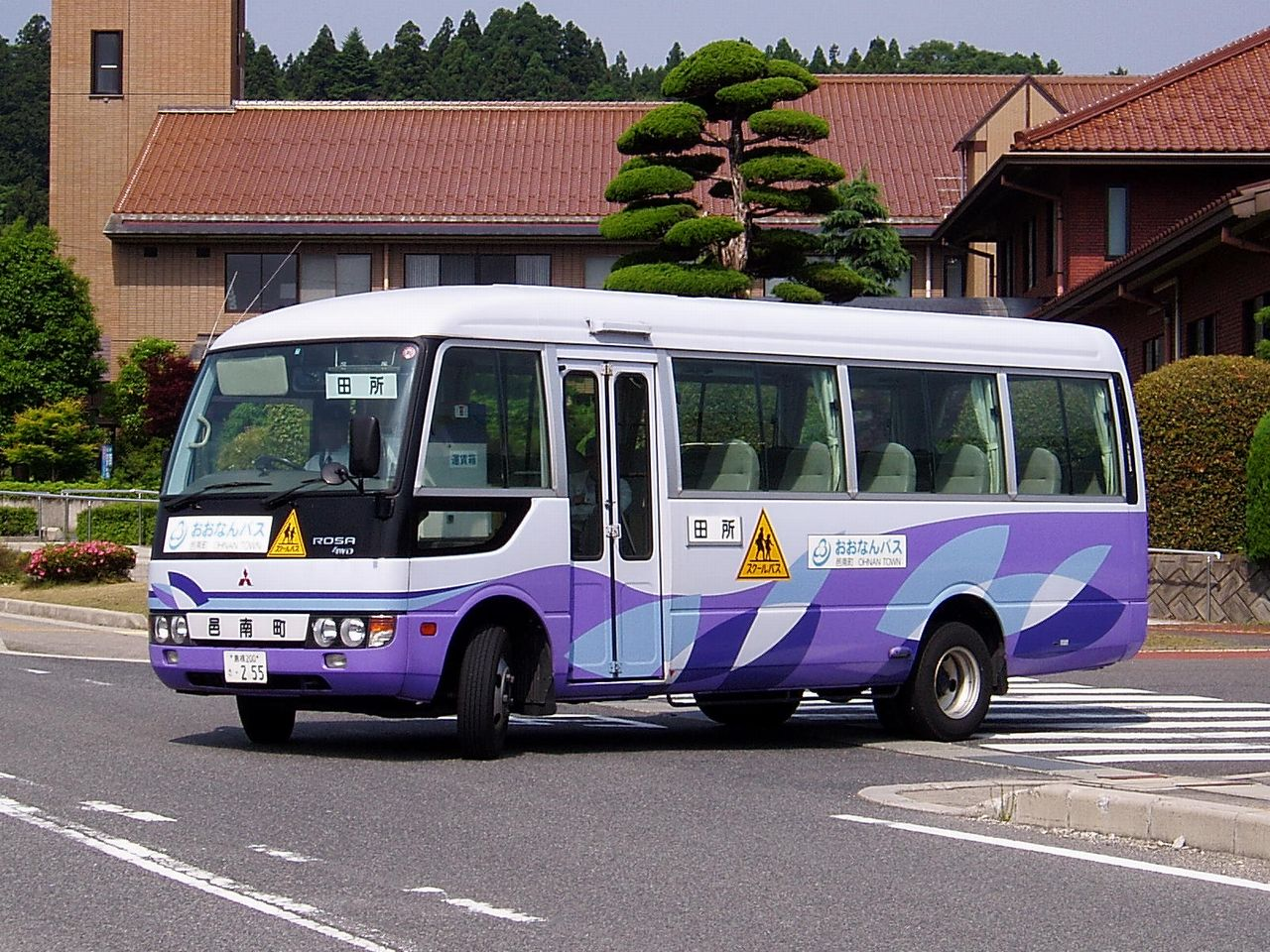
おおなんバス

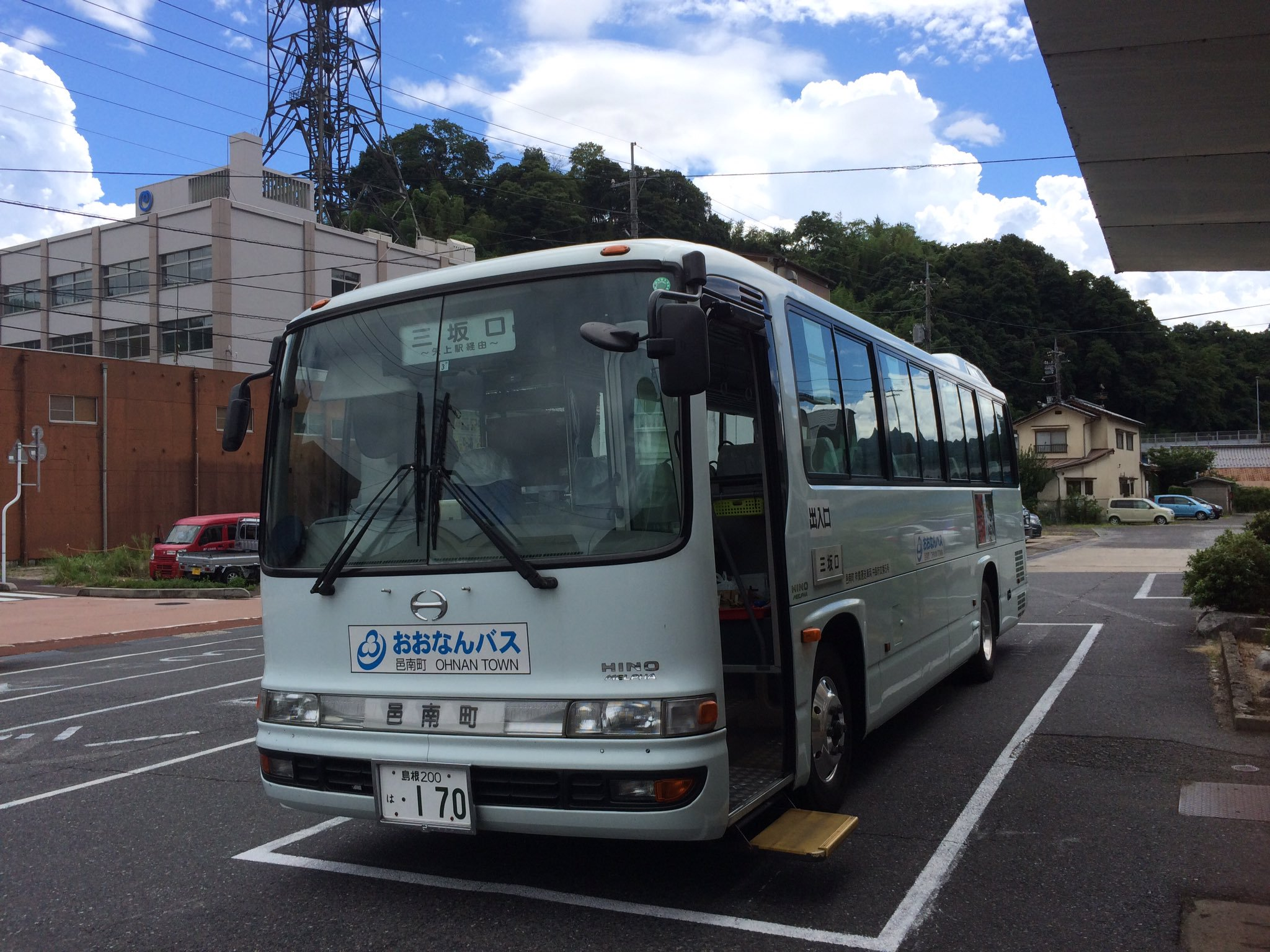
おおなんバス邑南川本線に使われるメルファ

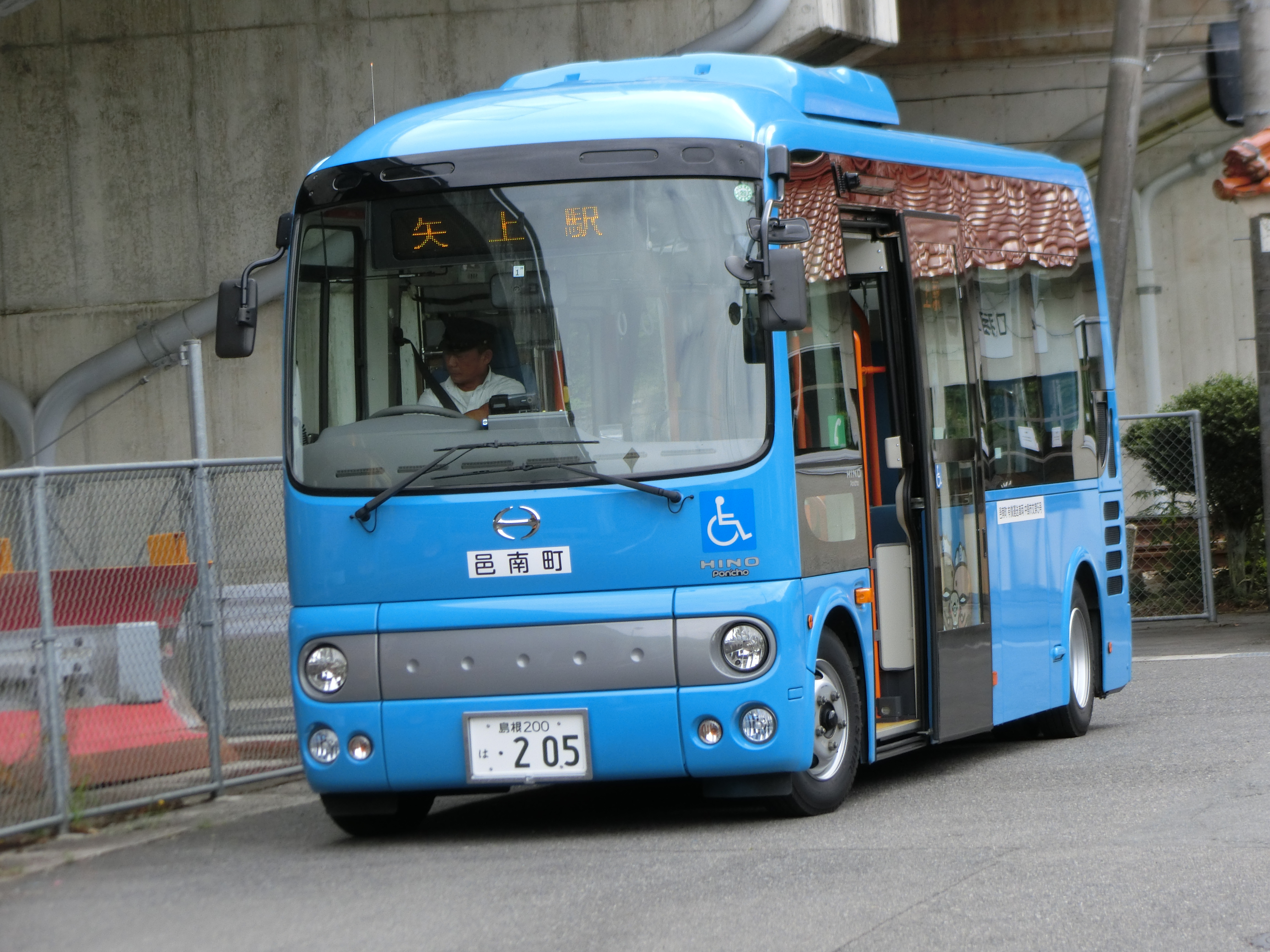
おおなんバス羽須美田所線に用いられるポンチョ

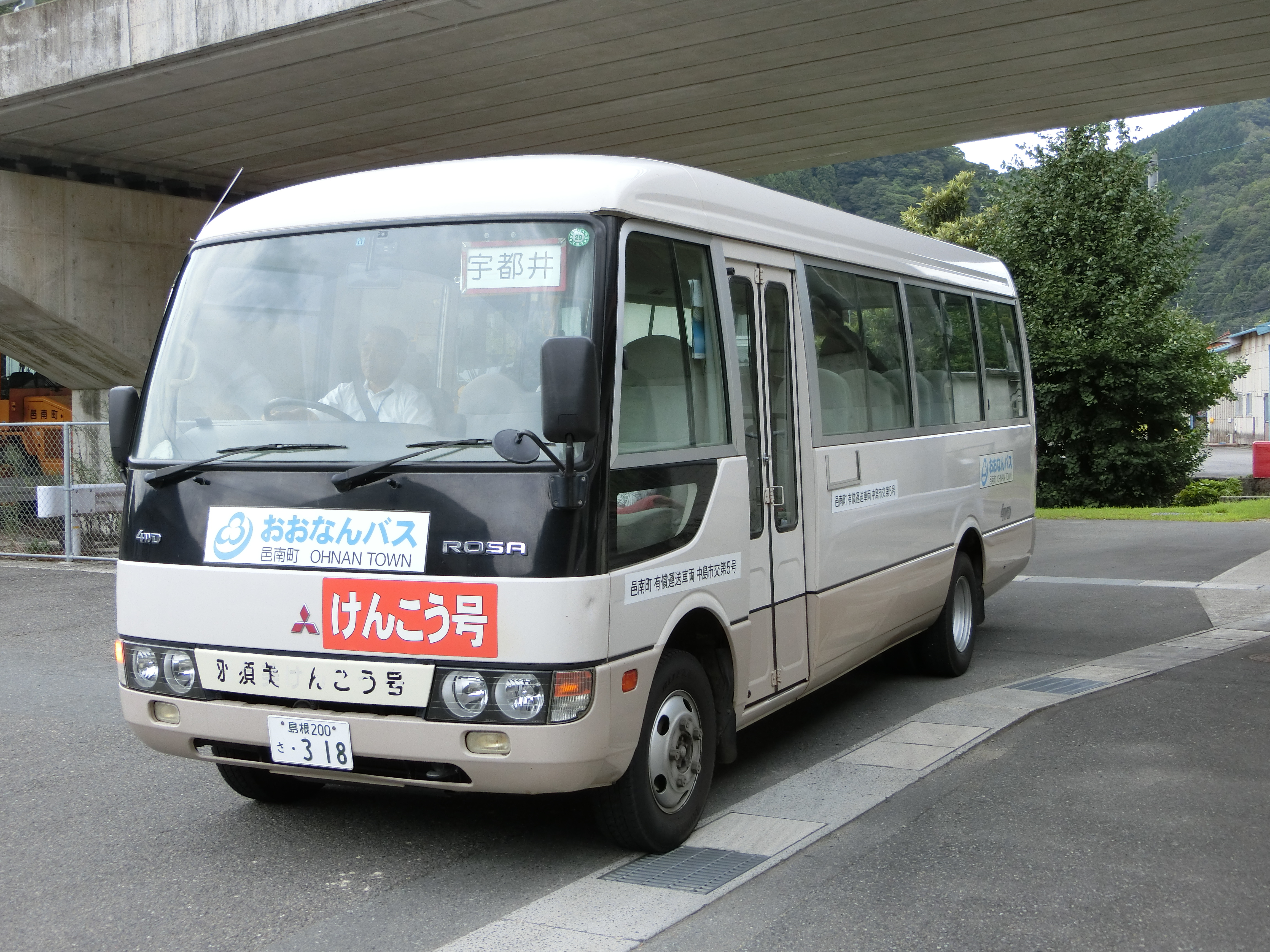
おおなんバスけんこう号に用いられるローザ

邑南町営バス（おおなんちょうえいバス、通称おおなんバス）は島根県邑智郡邑南町で運行するコミュニティバスである。一部の路線は隣接する島根県浜田市・広島県三次市・安芸高田市・山県郡北広島町にも乗り入れている。自家用自動車（白ナンバー）による有償運送である。

## 概要
- 合併前の羽須美村で運行していた羽須美村村営バス（はすみむらそんえいバス）、瑞穂町で運行していた瑞穂町スクールバス（みずほちょうスクールバス）、石見町で運行していた石見町町営バス（いわみちょうちょうえいバス）などを、合併後の邑南町が引き継いだものである。
- 運賃は区間により異なる。
  - 邑南町内は一律200円（小学生以下・障害者手帳を持参の場合は100円、幼児は無料）。邑南町営バス同士の乗り継ぎの場合は乗継券を発行している。
    - ただし、邑南町立各小・中学校、島根県立石見養護学校の児童・生徒が通学のために利用する場合は無料。

  - 邑南町外にまたがる場合は町界から区間制（小学生以下・障害者手帳を持参の場合は半額（10円未満端数切り上げ）、幼児は無料）となる。但し、邑南川本線及び日貫線は、町外区間のみが200円、町境を跨ぐ利用は400円均一になる。けんこう号江平・上ヶ畑・雪田線及び江平上ヶ畑区域運行は、町外区間のみ及び町境を跨ぐ利用も200円均一になる。
- なお、田所道の駅、矢上駅、羽須美支所では石見交通バス（邑南町内相互間の利用に限る）を町営バスと同額の運賃で利用できる割引券を発行していたが、石見交通の町内走行路線（石見川本 - 三坂口）の廃止とともに割引制度も廃止された。
- 専用定期券
  - 邑南町内通勤定期券：1箇月7,200円、3箇月20,520円（障害者等は3割引）
    - ただし、障害者等が町内の作業所に定期的に通所するときは1箇月900円。

  - 邑南町内通学定期券：通学1箇月6,000円、3箇月17,100円（障害者等は3割引）
  - 邑南町外連絡定期券（区間制）
  - 乗継定期券
    - 邑南町内と邑南町外にまたがる場合の乗り継ぎの場合
    - 22系統（日貫線）で浜田市営バス（旭路線）中戸川線との乗り継ぎの場合

  - 乗継特殊定期券（田所道の駅で発行）
    - 邑南町営バスと石見交通バスの乗り継ぎの場合
- なお、石見交通バス（邑南町内相互間の利用に限る）の定期券については、町営バスの定期券との差額助成制度があったが、石見交通の町内走行路線（石見川本 - 三坂口）の廃止とともに助成制度も廃止された。
- 専用回数券
  - 邑南町内回数券：1,000円券（100円券の11枚綴り）、2,000円券（200円券の11枚綴り）
  - 邑南町外連絡区間回数券：11枚綴り
    - 22系統（日貫線）に限り、浜田市営バス（旭路線バス）中戸川線にも使用可能。
- 全便1月1日・1月2日は運休。1月3日は祝日ダイヤで運行。
- 詳細な運行案内は#外部リンクの邑南町のバス時刻表を参照のこと。

## 沿革
- 2004年10月1日 - 羽須美村、瑞穂町、石見町の合併による邑南町発足に伴い、3町村の町村営バスなどを統合して邑南町営バスとする。
- 2011年4月1日 - 3月31日限りで廃止された石見交通川本線石見川本 - 三坂口間の代替として、邑南川本線運行開始。日和線の経路変更。日貫線の町外区間の料金変更。[1]
- 2018年4月1日 - 3月31日限りで廃止されたJR三江線の代替として、宇都井口羽線、引城区域運行、江平上ヶ畑区域運行の運行開始。

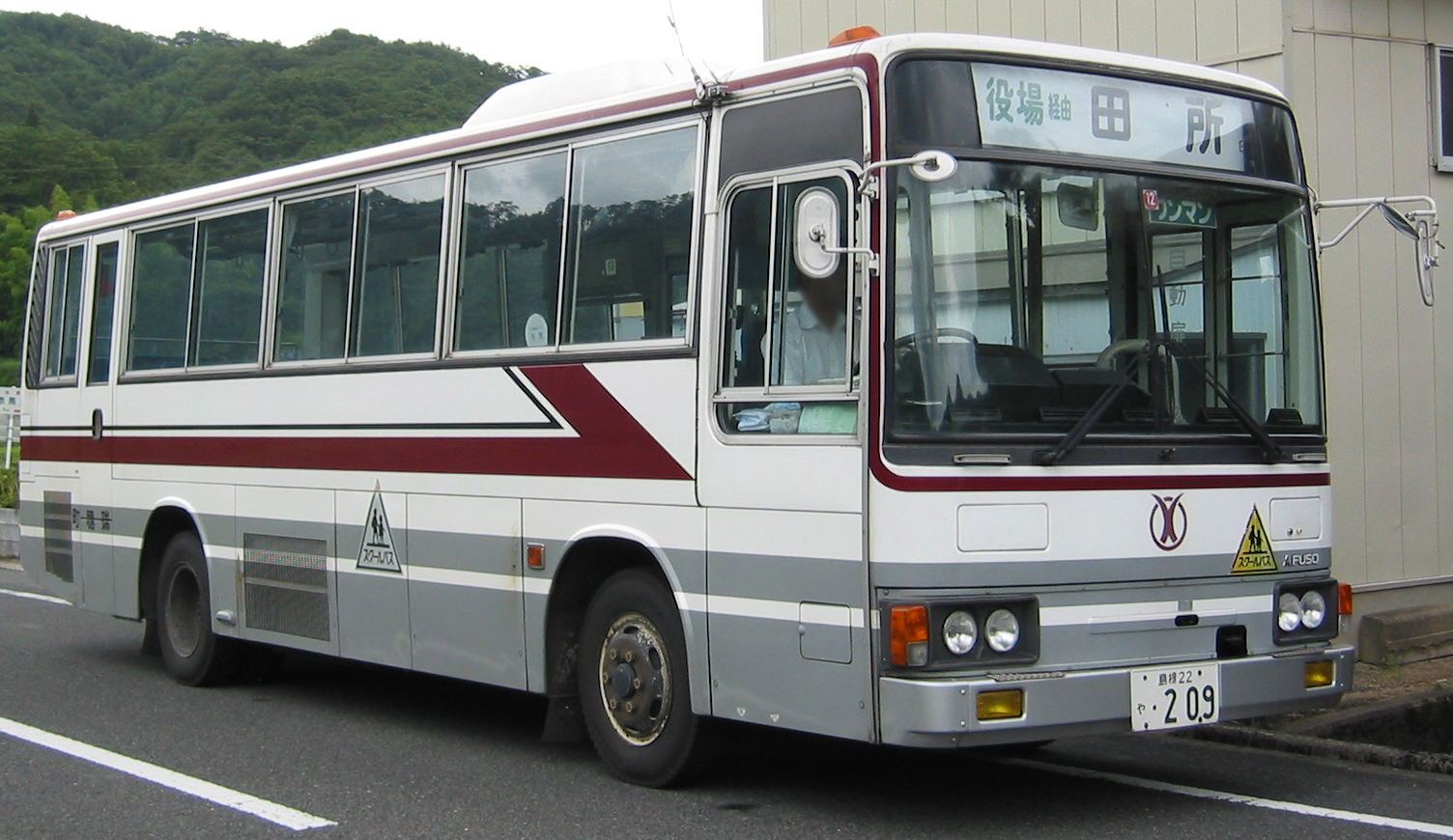
瑞穂町スクールバス当時の車両（2004年）
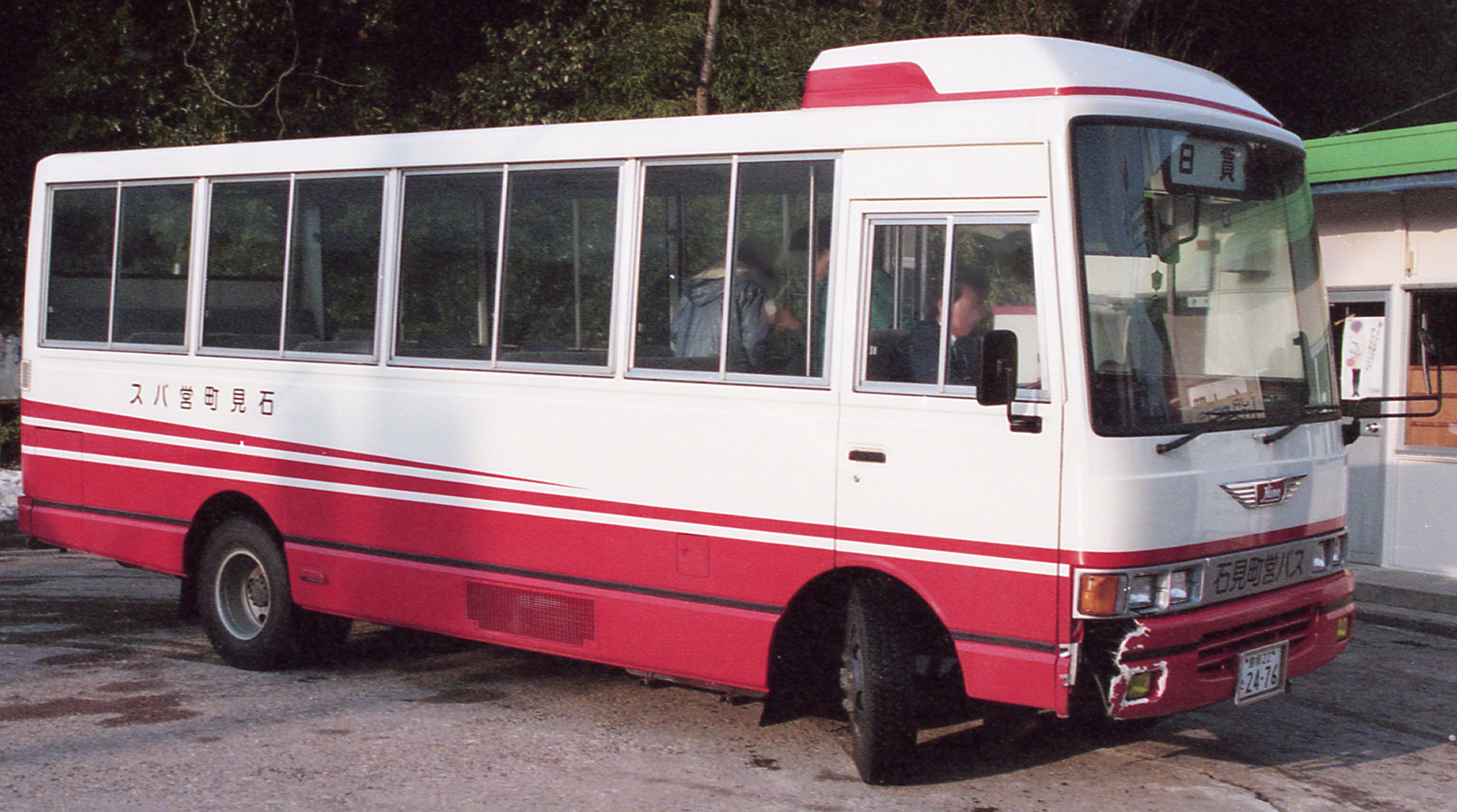
石見町営バス当時の車両（1996年、日貫線）
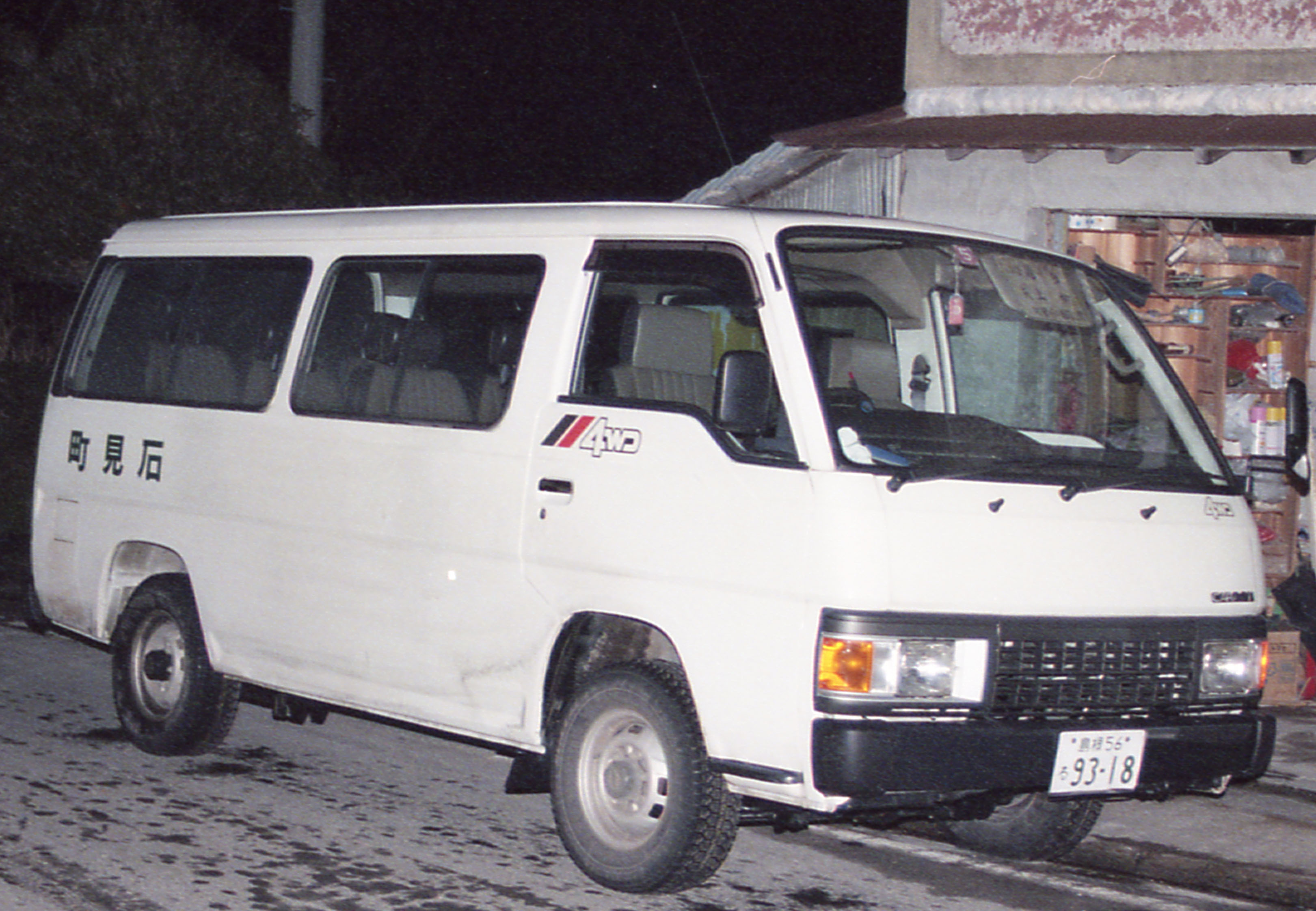
石見町営バス当時の車両（1996年、日和線）

## 路線
- （停留所名）は一部の便のみ停車。<停留所名/停留所名>はどちらかを経由。
- 現在、2系統、5系統 - 10系統、13系統、15系統、17系統、20系統、21系統、23系統、27系統、28系統は欠番となっている。また、26系統は2代目である。

### 羽須美地域
自家用自動車（白ナンバー）による有償運送で、西日本トータルサービス、羽須美運送および出羽運送に運行を委託している。
1系統（羽須美田所線）
- 坪木 - <根布/リゾートセンター前> - 羽須美支所 - 羽須美中学校 - 今西 - 上雪田 - 上雪田上 - 岩屋 - 出羽 - 山田 - からすぎ橋 - 田所道の駅
  - 一部の便は羽須美中学校での乗り換えが必要になる。
  - 一部の便は岩屋で14系統（出羽線）と接続し、岩屋での乗り換えが必要になる。

3系統（戸河内・長田線）
- 羽須美中学校 - 上戸河内 - 下戸河内 - 長田 - 日南川 - 坪木
  - 日曜日・祝日運休。

4系統（下口羽・上田線）
- 羽須美中学校 - 名賀 - 羽須美支所 - <リゾートセンター前/根布> - 坪木 - 日南川 - （平佐下 - 上田 - 松木） - 長田
  - 日曜日・祝日運休。

11系統（口羽矢上線）
- 口羽駅 - 羽須美中学校 - 今西 - 石見高原 - 診療所（星ヶ丘） - 馬野原口 - 邑智病院 - 邑南町役場

### 瑞穂地域
自家用自動車（白ナンバー）による有償運送で、出羽運送に運行を委託している。
12系統（高原線）
- 田所道の駅 - <瑞穂中学校/からすぎ橋> - 山田 - 出羽 - 石見高原（ - 診療所（星ヶ丘） - 石見高原） - 八色石 - 布施
  - 日曜日・祝日運休。

14系統（出羽線）
- 田所道の駅 - <瑞穂中学校/からすぎ橋> - 山田 - 出羽 - 岩屋（ - 後木屋） - 石見久喜 - 大林
  - 日曜日・祝日運休。
  - 一部の便は岩屋で1系統（羽須美田所線）と接続。

16系統（市木線）
- 田所道の駅 - からすぎ橋 - 山田 - 瑞穂中学校 - 田所道の駅 - 小河内 - 瑞穂インター口（交流ターミナル前） - 市木 - 大野
  - 日曜日・祝日運休。

18系統（大朝線）
- 田所道の駅 - 小河内 - 三坂口 - 新庄上市（新庄学園前） - 安芸新庄 - 大朝インター（駐車場） - 大朝駅

26系統（瑞穂矢上線）
- 田所道の駅 - 出羽 - 石見高原 - 星ヶ丘 - 石見井原 - 石見中野 - 邑智病院 - 邑南町役場
  - 土曜日・日曜日・祝日運休。

### 石見地域
自家用自動車（白ナンバー）による有償運送で、矢上タクシーおよび西日本トータルサービスに運行を委託している。
19系統（日和線）
- 矢上駅→邑智病院→邑南町役場→山根谷上→明泉谷口→日和郵便局→下郷→山の内集会所前→中日和→山根谷上→邑南町役場→邑智病院→矢上駅

22系統（日貫線）
- 邑南町役場 - 邑智病院 - 矢上駅 - 日貫（願入寺前） - 泊里原（県道待避所） - 戸川口 - （中戸川） - 戸川口 - 重富バス停前 - 石見今市
  - 一部の便は泊里原（県道待避所）で浜田市営バス（旭路線）中戸川線に乗り換え。泊里原（県道待避所） - 石見今市間は浜田市営バス（旭路線）と共同運行（ただし、中戸川は浜田市営バス（旭路線）運行便のみ経由）。

24系統（瑞穂インター線）
- 邑南町役場 - 邑智病院 - 矢上駅 - いわみ温泉口 - 大野 - 市木 - 瑞穂インター口（交流ターミナル前） - 瑞穂インター（高速バス停）

25系統（邑南川本線）
- 三坂口 - 小河内 - 田所道の駅 - 石見井原 - 石見中野 - 邑智病院 - 矢上駅 - 邑智病院 - 石見中野 - 段原口 - 断魚渓 - 道の駅かわもと - 石見川本
- 矢上駅 - 邑智病院 - 石見中野 - 石見井原 - 断魚渓 - 道の駅かわもと - 石見川本

### 廃止された路線
2系統（宇都井線）
- 羽須美中学校 → 今西 → 中郷 → 宇都井駅 → 後山口 → 後谷口 → 宇都井駅 → 中郷 → 今西 → 羽須美中学校
  - 日曜日・祝日運休。

5系統（けんこう号後山・細貝・大庭上・旅迫・木須田線）
- 河野医院 - 羽須美支所【 - 大庭上】【 - 旅迫上集会所】【 - 木須田上】 - 阿須那診療所 - 細貝下 - 後山口 - 後山集会所
  - 月曜日のみ運行（祝日は運休）。【】内の停留所は、デマンドバスのため、西日本トータルサービスに要電話予約。

6系統（けんこう号松木・上田・平佐・菖蒲・川角・神谷線）
- 羽須美支所 - リゾートセンター前 - 河野医院 - 平佐下 - 上田中 - 松木
- 河野医院 - リゾートセンター前 - 羽須美支所 - 神谷上 - 川角集会所 - 菖蒲集会所
  - 火曜日のみ運行（祝日は運休）。

7系統（けんこう号戸河内・長田・日南川線）
- 羽須美支所 - 河野医院 - 日南川 - 長田 - 下戸河内 - 上戸河内
  - 水曜日のみ運行（祝日は運休）。

8系統（けんこう号江平・上ヶ畑・雪田線）
- 河野医院 - 羽須美支所 - 大津両国橋 - 坂谷 - 下瀬 - 江平会館前 - 上ヶ畑
- 河野医院 ← 羽須美支所 ← 阿須那診療所 ← 今西 ← 上雪田 ← 上雪田上 【← 本田上集会所 ← 音無】
- 【河野医院 → 羽須美支所 → 阿須那診療所 → 音無 → 本田上集会所】
  - 木曜日のみ運行（祝日は運休）。【】内の停留所は、デマンドバスのため、西日本トータルサービスに要電話予約。

9系統（けんこう号宇都井・落合線）
- 河野医院 - 羽須美支所 - 阿須那診療所 - 今西 - 中郷 - 金井谷中 - 宇都井駅 - 後谷口 （- 後谷集会所） - 後谷口 - 落合 - 引城 - リゾートセンター前 - 坪木
  - 金曜日のみ運行（祝日は運休）。後谷口 - 後谷集会所間は積雪時運休。

10系統（高宮線）
- [朝便] 【坪木 - 日南川 - 長田 - 川根農協】
- [午後便] 羽須美支所 - 坪木 - 日南川 - 長田
  - 月曜日・金曜日のみ運行（祝日は運休）。午後便の復路は坪木止まり。朝便は、デマンドバスのため、出羽運送に要電話予約。

13系統（ふくし号高原線）
- 田所道の駅 - からすぎ橋 - 山田 - 出羽 - 石見高原 - 診療所（星ヶ丘） - 石見高原 - 荻原集会所 - 八色石 - 布施 
  - 平日（月曜〜金曜）の運行。荻原集会所は12〜2月は県道経由。
- 小河内 - 田所道の駅 - からすぎ橋 - 山田 - 出羽 - 石見高原 - 診療所（星ヶ丘） - 石見高原 - 荻原集会所 - 八色石 - 布施 【- 布施2奥谷】
  - 火曜日のみ運行（祝日は運休）。荻原集会所は12〜2月は県道経由。【】内の停留所は、デマンドバスのため、出羽運送に要電話予約。
- 小河内 - 田所道の駅 - からすぎ橋 - 山田 - 出羽 - 石見高原 - 診療所（星ヶ丘） 【- 円の板】
  - 水曜日のみ運行（祝日は運休）。【】内の停留所は、デマンドバスのため、出羽運送に要電話予約。
- 小河内 - 田所道の駅 - からすぎ橋 - 山田 - 出羽 - 石見高原 - 診療所（星ヶ丘） 【- 金渕 - 下伏谷】
  - 金曜日のみ運行（祝日は運休）。【】内の停留所は、デマンドバスのため、出羽運送に要電話予約。

15-1系統（ふくし号出羽線）
- 小河内 - 田所道の駅 - からすぎ橋 - 山田 - 出羽 - 岩屋（ - 後木屋） - 石見久喜 - 大林 - 徳前口
  - 月曜日のみ運行（祝日は運休）。

15-2系統（ふくし号奥亀谷 - 道明線）
- 【奥亀谷 -】 田所道の駅 - 小河内 - 【- 若迫口】
- 山田 - からすぎ橋 - 田所道の駅 - 小河内 - 【- 若迫口】
  - 火曜日のみ運行（祝日は運休）。【】内の停留所は、デマンドバスのため、出羽運送に要電話予約。

15-3系統（ふくし号市木線）
- 田所道の駅 - 小河内 - 瑞穂インター口（交流ターミナル前） - 石見市木（上田医院）
  - 水曜日のみ運行（祝日は運休）。

15-4系統（ふくし号大草線）
- 山田 - からすぎ橋 - 下鱒渕 - 田所道の駅 - 小河内 - 上大草
  - 金曜日のみ運行（祝日は運休）。

15-5系統（ふくし号馬野原線）
- 山田 - からすぎ橋 - 緩木 - 馬野原上集会所 - 臼谷 - 下対 - 田所道の駅 - 小河内
  - 金曜日のみ運行（祝日は運休）。

17系統（ふくし号市木線）
- 石見市木（上田医院） - 瑞穂インター口（交流ターミナル前） 【- 猪子山集会所前】
  - 水曜日のみ運行（祝日は運休）。【】内の停留所は、デマンドバスのため、出羽運送に要電話予約。

20系統（やまびこ号日和線）
- 邑南町役場 - 邑智病院 - 矢上駅 - 日和郵便局 - 中日和
  - 月曜日のみ運行（祝日は運休）。
- 邑南町役場 - 邑智病院 - 矢上駅 - 日和郵便局 - 中日和 【- 湯舟谷 - 山の内集会所】
  - 水曜日のみ運行（祝日は運休）。【】内の停留所は、デマンドバスのため、矢上タクシーに要電話予約。
- 邑南町役場 - 邑智病院 - 矢上駅 - 日和郵便局 - 中日和 【- 横谷集会所】
  - 木曜日のみ運行（祝日は運休）。【】内の停留所は、デマンドバスのため、矢上タクシーに要電話予約。

23系統（やまびこ号日貫線）
- 邑南町役場 - 邑智病院 - 矢上駅 - 本吉原【- 吉原集会所 - 鉄穴ヶ原上田屋三叉路】 - 日貫（願入寺前） 【- 泊里原 - 東屋の郷】
  - 火曜日のみ運行（祝日は運休）。【】内の停留所は、デマンドバスのため、矢上タクシーに要電話予約。
- 邑南町役場 - 邑智病院 - 矢上駅 - 本吉原【- 青笹上】 - 日貫（願入寺前） 【- 福原自治会館】
  - 水曜日のみ運行（祝日は運休）。【】内の停留所は、デマンドバスのため、矢上タクシーに要電話予約。
- 邑南町役場 - 邑智病院 - 矢上駅 - 本吉原 - 日貫（願入寺前） 【- 有安集会所 - 中山集会所】
  - 金曜日のみ運行（祝日は運休）。【】内の停留所は、デマンドバスのため、矢上タクシーに要電話予約。

旧26系統（宇都井口羽線）
- 羽須美支所 - 羽須美中学校 - 今西 - 中郷 - 宇都井駅 - 後谷口 - 後山口

27系統（引城区域運行）
- 羽須美支所 - リゾートセンター前 - 引城
  - デマンドバスのため、西日本トータルサービスに要電話予約。

28系統（江平上ヶ畑区域運行）
- 大津両国橋 - 坂谷 - 下瀬 - 江平会館前 - 丹渡 - 川の駅常清 - 三国橋 - 上ヶ畑 - 江平会館前 - 下瀬 - 坂谷 - 大津両国橋
  - デマンドバスのため、西日本トータルサービスに要電話予約。